# A.H. Tavares
A.H. Tavares – portugalski rugbysta, jednokrotny reprezentant Portugalii w rugby union mężczyzn. Jego jedynym meczem w reprezentacji było spotkanie z Holandią, które zostało rozegrane 5 kwietnia 1970 w Hilversum.